# コミックアンリアル
コミックアンリアル (Comic UNREAL) は、株式会社キルタイムコミュニケーション発行の成人向け漫画雑誌。
2006年5月12日に創刊号を発売後、奇数月12日に発売している。創刊からVol.3まではA5判型で二次元ドリームマガジン増刊、独立創刊後のVol.4（2006年11月11日発売）からB5判型となっている。

## 特徴
創刊から「非現実系美少女H漫画誌」「不思議系美少女コミック誌」を謳っており、従来の成人向け商業コミックでは珍しかったファンタジーやSFを題材とした内容が多い。女戦士や魔法使いのようなファンタジー世界のキャラクター、悪魔や天使、獣耳娘、擬人化といった非人間のキャラクターが多く登場する。テーマ上、触手、肉体改造、ふたなり、性転換、洗脳、怪物姦、強制発情のような特殊なジャンルを扱う作品も多い。
カラーページにはカラー漫画の他、ピンナップ、アダルトPCゲーム紹介ページ「おすすめソフト情報局」があり、誌面テーマに合った作品が紹介されている。
表紙イラストは創刊号からVol.75 (2018年10月号) までモグダンが担当し、以降はエレクトさわるや左藤空気などの執筆陣が交代で担当している。